# Évêque de Bedford
 (avril 2019).
Le contenu est difficilement compréhensible vu les erreurs de traduction, qui sont peut-être dues à l'utilisation d'un logiciel de traduction automatique.
L'évêque de Bedford (Bishop of Bedford en anglais) est un titre épiscopal utilisé par un évêque suffragant du diocèse de
l'Église d'Angleterre de St Albans qui, sous la direction de l'évêque diocésain de St Albans, supervise 150 paroisses à Luton dans le Bedfordshire,.
Le titre tire son nom de la ville de Bedford, a été créé Suffragan Bishops Act 1534 sur les évêques de Suffragant. Les trois premiers évêques suffragants ont été nommés pour le diocèse de Londres, mais lors d'une réorganisation au sein de l'Église d'Angleterre en 1914, Bedford est passée sous le diocèse de St Albans.
Richard Atkinson, ancien archidiacre de Leicester, a été consacrée par Rowan Williams, archevêque de Canterbury, dans la cathédrale St Paul's le 17 mai 2012.

## Liste des évêques
| Évêque de Bedford | Évêque de Bedford | Évêque de Bedford | Évêque de Bedford                                                           |
| De                | Jusqu'à           | Titulaire         | Notes                                                                       |
| ----------------- | ----------------- | ----------------- | --------------------------------------------------------------------------- |
| 1537              | 1560              | John Hodgkins     | Privé par la Reine Mary I; décédé dans l'exercice de ses fonctions.         |
| 1560              | 1879              | en abeyance       | en abeyance                                                                 |
| 1879              | 1888              | Walsham How       | Translation à Wakefield.                                                    |
| 1888              | 1898              | Robert Billing    | décédé dans l'exercice de ses fonctions.                                    |
| 1898              | 1935              | en abeyance       | en abeyance                                                                 |
| 1935              | 1939              | Lumsden Barkway   | Translation à St Andrews, Dunkeld & Dunblane.                               |
| 1939              | 1942              | Alymer Skelton    | Auparavant Archidiacre de St Albans; Translation à Lincoln.                 |
| 1948              | 1953              | Thomas Wood       | Auparavant Archidiacre de St Albans.                                        |
| 1953              | 1957              | Campbell MacInnes | Translation à Jérusalem.                                                    |
| 1957              | 1962              | Basil Guy         | Translation à Gloucester.                                                   |
| 1963              | 1968              | John Trillo       | Translation à Hertford puis Chelmsford.                                     |
| 1968              | 1976              | John Hare         | Auparavant Archidiacre de Bedford; décédé dans l'exercice de ses fonctions. |
| 1977              | 1981              | Alec Graham       | Translation à Newcastle.                                                    |
| 1981              | 1993              | David Farmbrough  | Auparavant Archidiacre de St Albans.                                        |
| 1994              | 2002              | John Richardson   | Translation évêque assistant honoraire.                                     |
| 2003              | 2012              | Richard Inwood    | Auparavant Archidiacre de Halifax. Translation à Southwell et Nottingham    |
| 2012              | présent           | Richard Atkinson  | Auparavant Archidiacre de Leicester.                                        |
| Source(s),:       |                   |                   |                                                                             |